# Amedeo Gordini
Amedeo Gordini, noto in Francia come Amédée Gordini detto il Mago, (Bazzano, 23 giugno 1899 – Parigi, 25 maggio 1979), è stato un operaio italiano naturalizzato francese, divenuto poi pilota, preparatore e costruttore di auto da corsa.

## Biografia
Terzo figlio di Augusto e Lucia Patelli, mezzadri nel "Podere Mandelli" a Bazzano, Amedeo male si adatta al lavoro dei campi e appena ragazzo riesce a farsi assumere come garzone in un'officina di Bologna, apprendendo rapidamente i primi rudimenti della meccanica.
Nella seconda metà dagli anni '10 trova lavoro nella filiale FIAT della città felsinea, dove ha la fortuna di operare alle dipendenze di Edoardo Weber, dal quale impara tutti i segreti della messa a punto dei carburatori, a quel tempo l'apparato di maggiore difficoltà nella taratura di un motore.
Nel 1920 si trasferisce a Milano per lavorare nel prestigioso reparto motori della Isotta Fraschini, anche qui con la fortuna di assistere uno dei grandi tecnici del motorismo italiano, Alfieri Maserati.
Nel 1922 è ormai un tecnico valente, tanto che il concessionario mantovano della Isotta Fraschini e proprietario di una scuderia automobilistica, l'ing. Giacomo Moschini, lo ingaggia quale responsabile dell'officina. È a Mantova che conosce un valente pilota motociclista, Tazio Nuvolari, speranzoso di gareggiare anche con le quattro ruote, per il quale prepara un bolide da record, impiantando un motore Hispano-Suiza su un autotelaio SCAT.
Da quella prova di abilità meccanica, Nuvolari lo volle come suo meccanico personale per le competizioni, offrendo la possibilità a Gordini di farsi conoscere nel mondo delle corse automobilistiche e di apprendere i segreti dei motori di piccola cilindrata ad alte prestazioni prodotti dalla Chiribiri, con la cui scuderia Nuvolari corse nelle stagioni 1923 e 1924.
Nel 1925 Nuvolari ottiene un forte ingaggio dalla Bianchi per un suo impegno esclusivo nel campionato motociclistico e Gordini decide di trasferirsi a Parigi, dove viene immediatamente assunto dall'officina "Duval e Cattaneo", concessionaria Isotta Fraschini per la Francia, grazie alla sua precedente esperienza nella casa madre e a una lettera di presentazione di Enzo Ferrari.
Passano pochi mesi e in società con l'amico Arduino Cipriani apre un'officina in Rue de la République. Tre anni dopo ottiene la cittadinanza francese e la FIAT gli affida una concessione di vendita dei propri modelli.

### Gordini e Simca

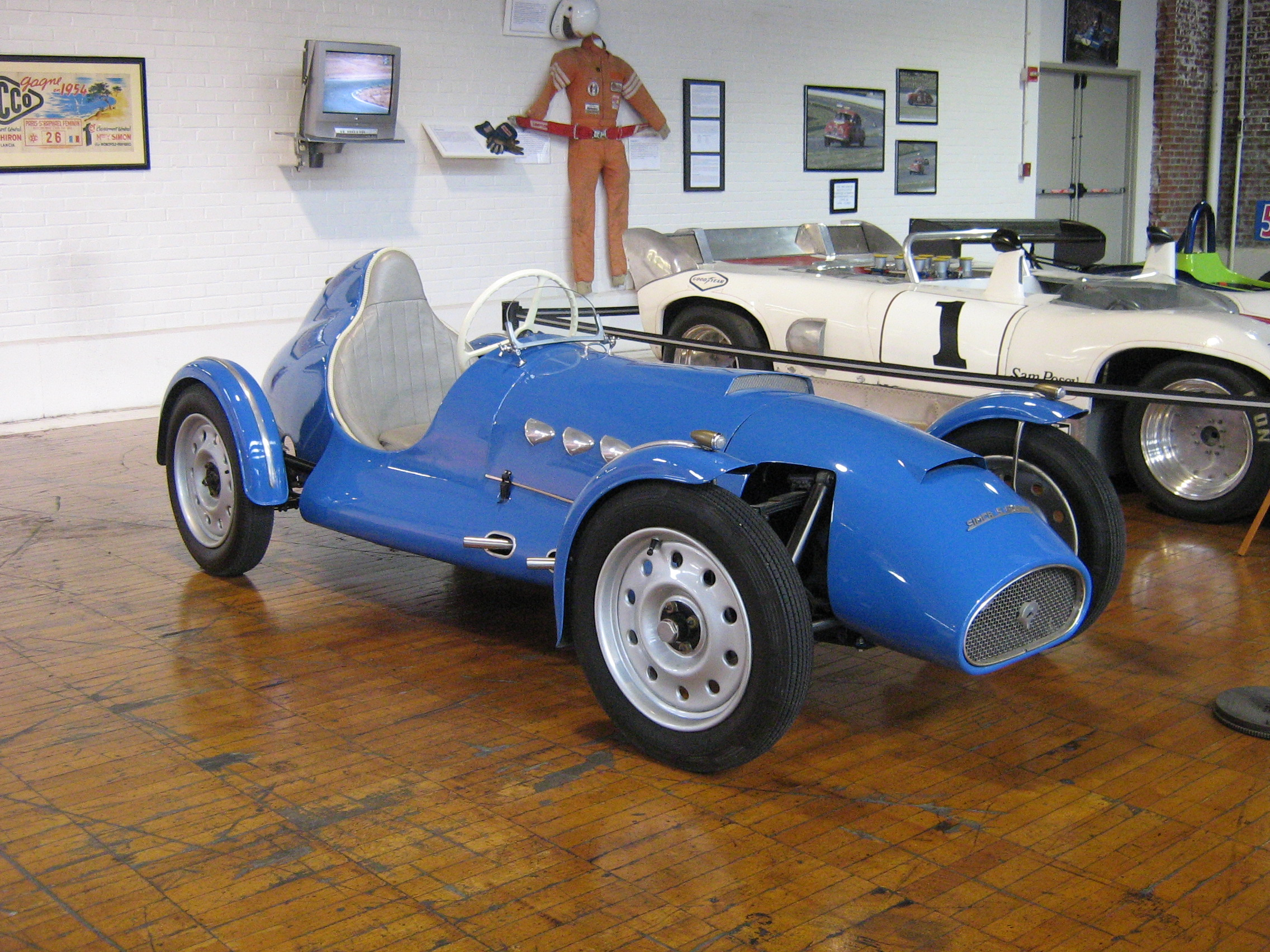
Simca Gordini Type 5 (1948)

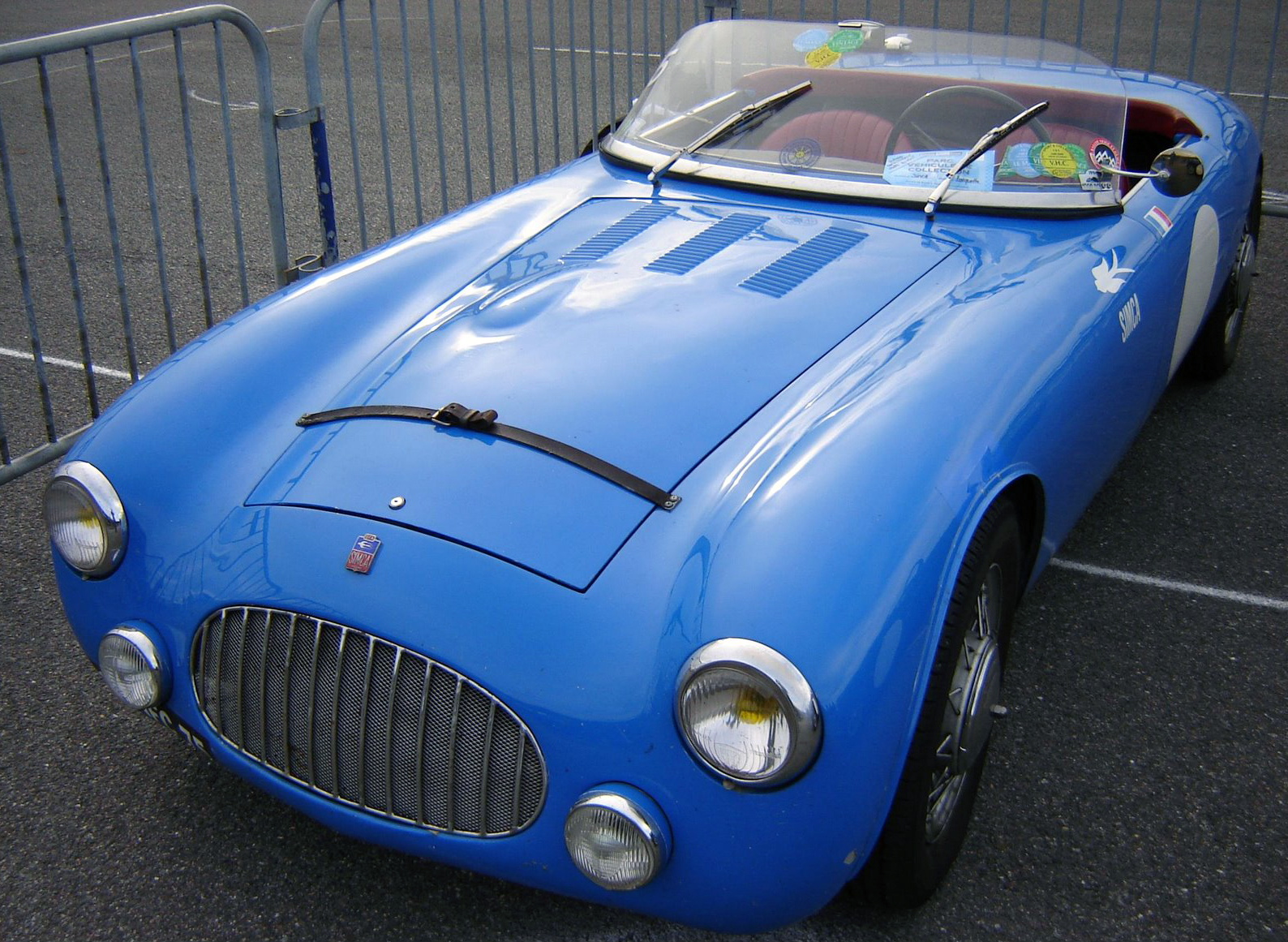
Barquette Simca 8 Gordini

Nel 1934 assunse la direzione del reparto corse della casa automobilistica SIMCA, incarico che mantenne fino al 1950.  Presso la SIMCA, per le sue abilità di preparatore, si guadagnò il soprannome di Le Sorcier (il Mago), capace di operare vere e proprie metamorfosi sui motori di vetture di serie. Sotto le sue mani, anche le piccole Simca 5 e Simca 8 si trasformarono in bolidi da corsa per la 24 Ore di Le Mans. Dopo la seconda guerra mondiale, tutto sembrava possibile. Amedeo Gordini aveva delle grandi ambizioni: voleva costruire i “suoi” modelli e, mentre l'industria automobilistica francese si risollevava dal periodo postbellico, elaborò alcune monoposto da gara utilizzando i componenti di Simca. La sua prima vera creazione vide la luce nel 1946 in un'officina di Boulevard Victor, vicino alla Porte de Versailles, a Parigi. Nel 1947, la cilindrata passò a 1220 cc e, l'anno seguente, a 1430 cc. Ma la parentela con la Simca 8 restava sempre intuibile al di là delle forme piacevolmente affusolate della vettura.
Nel 1950, prima edizione del Campionato mondiale: Amedeo Gordini si sentì pronto a lanciarsi in questa avventura con un monoblocco che riteneva all'altezza dei requisiti di Formula 1. Il regolamento limitava la cilindrata a 4500 cc senza compressore e a 1500 cc con compressore. Sul propulsore da 1430 cc, Gordini montò un compressore Wade monostadio da 10.000 giri al minuto, una volta e mezza il regime del motore.
Ma il motore Simca con l'albero a tre cuscinetti rivelò tutte le sue debolezze quando venne sollecitato dalla sovralimentazione. Le valvole, in particolare, ressero a stento. Anche il telaio mancava della solidità necessaria, con la sua struttura a longheroni fini e le sospensioni anteriori di serie. Ma questi svantaggi si trasformarono in pregi quando si parlò di peso: la Simca era l'auto più leggera fra tutte le partecipanti al Gran Premio.
Ed è anche uno dei rari modelli ambivalenti, utilizzato sia in Formula 1 che in Formula 2 (solo la HWM di Stirling Moss riuscì a fare altrettanto). Ma le vulnerabili Simca, nonostante tutto, seppero dare del filo da torcere alle avversarie e Robert Manzon conquistò il quarto posto al Gran Premio di Francia.

### Gordini indipendente
Nel 1951, Amedeo Gordini mise a punto un nuovo motore che nulla più aveva a che vedere con il gruppo Simca. Si trattava di un monoblocco con albero a cinque cuscinetti, valori di alesaggio e corsa esattamente “quadri” (78x78 mm) e doppio albero a camme in testa. Il telaio, ultraleggero, restava sostanzialmente invariato. Per tutto il 1951, Gordini si alternò tra la Formula 1 e la Formula 2. I meccanici passavano giorno e notte a montare e smontare i compressori per adattare la vettura all'una o all'altra categoria. Uomini e auto arrivano sui circuiti esausti e mal preparati. Gordini, inoltre, si intestardiva a partecipare anche alla 24 Ore di Le Mans. Il bilancio della stagione fu fallimentare e Simca gli tolse il suo appoggio alla fine dell'anno. L'unica vittoria ottenuta in quel periodo dalla scuderia Simca-Gordini era stata al Gran Premio di Albi, gara non valevole per il campionato, grazie a Maurice Trintignant.
Nell'inverno seguente, Gordini era sul lastrico, ma il Mago, solitario e determinato, non si lasciò scoraggiare e tirò fuori un altro coniglio dal cilindro. Disegnò un nuovo motore che rispondeva alle norme della Formula 2, categoria nella quale si sarebbe dovuto disputare il Campionato mondiale nel 1952 e 1953. Il sei cilindri da 2 litri era sempre un motore “quadro” (alesaggio x corsa: 75x75 mm) ed aveva un carter secco. Il vero asso nella manica della Gordini era il rapporto peso/potenza: 155 CV per 450 kg. Dopo una gara preliminare a Marsiglia, la prima tappa del Campionato mondiale si tenne in Svizzera. Il camion blu arrivò sul circuito, per i giri di prova, con una sola vettura. Nel frattempo, a Parigi, i meccanici si affannavano a completare la seconda. Se si voleva arrivare in tempo a qualificarsi, però, bisognava raggiungere la pista viaggiando su strada. Quando l'auto fu pronta, le misero una targa e Jean Behra si mise al volante della monoposto. Sfrecciò nel traffico, attraversò la Borgogna, la regione del Giura e finalmente arrivò a Berna, appena in tempo per schierarsi alla partenza del Gran Premio di Svizzera, dove Behra si classificò terzo. Nel giugno del 1952, al Gran Premio della MarnA, che si correva sul circuito di Reims, Jean Behra mise a segno un altro colpo: vinse davanti alle Ferrari 500 F2 di Farina e Ascari, considerate imbattibili.
Sfortunatamente, il risultato non contava per la classifica mondiale. Nel 1954, con il ritorno della Formula 1 e il passaggio alla cilindrata da 2,5 litri, Gordini sviluppò una monoposto completamente nuova, moderna, ambiziosa, filante. Il motore era un otto cilindri abbinato a una trasmissione a cinque rapporti, con sospensioni a quattro ruote indipendenti. Gordini continuò fino al termine della stagione 1956. Gettò definitivamente la spugna dopo il Gran Premio di Napoli del 1957, dopo aver vinto l'edizione del '56 con il pilota francese Robert Manzon, abbandonando anche la 24 Ore di Le Mans, dove non mancava dal 1949, prima edizione del dopoguerra. I suoi migliori risultati in questa gara rimangono i piazzamenti in sesta posizione del 1953 e 1954.

### Gordini e Renault
Nel 1956, Amedeo Gordini, ombroso e timido, sognava una nuova rinascita. Incontrò Pierre Dreyfus, amministratore delegato di Renault, colosso automobilistico di Stato francese a cui legherà indissolubilmente il suo nome. La prima Dauphine Gordini fu del settembre 1957. Sarà seguita dalle leggendarie R8 Gordini dal 1964 al 1970, e dalle R12 Gordini dal 1970 al 1974.
In quegli anni alla 24 Ore di Le Mans gareggiavano con successo anche le Alpine, spinte da motori Renault-Gordini.

### Posterità
Quando uscì di scena l'ultimo modello dello storico connubio sportivo, il Mago aveva 75 anni. Gordini si ritirò in solitudine nella sua officina di Boulevard Victor e sognava ancora di meccanica. Porta il suo nome l'Usine Amédée Gordini a Viry-Châtillon. Nel corso della sua carriera venne decorato due volte con la Legion d'Onore per meriti sportivi e vent'anni dopo la sua morte, avvenuta il 25 maggio 1979, gli è stata intitolata una piazza a Parigi nei pressi della Fiera, alla Porte de Versailles.